# Solanum glaucophyllum
Espèce
Solanum glaucophyllum (solanum à feuilles glauques), synonyme Solanum malacoxylon, est une espèce de plantes dicotylédones de la famille des Solanaceae, originaire d'Amérique du Sud.
C'est une plante vivace rhizomateuse, de 1 à 2 m de haut, produisant des baies bleu noirâtre à maturité. Ces fruits sont comestibles et consommés en sauces. La plante est toxique pour le bétail au delà d'une certaine quantité de feuilles ingérées, du fait de la présence dans la plante de glycosides calcinogènes qui provoquent une maladie, la calcinose enzootique caractérisée par la calcification de tissus mous.

## Distribution et habitat
L'aire de répartition originelle de Solanum glaucophyllum comprend la Bolivie, le sud du Brésil, le Paraguay, le nord de l'Argentine et l'Uruguay.
La plante pousse dans les plaines marécageuses, à la lisière des marais et des étangs dans les zones inondées périodiquement, jusqu'à 600 mètres d'altitude.

## Synonymes
Selon Catalogue of Life (28 février 2017) :
- Solanum glaucescens Bacle ex Dunal, nomen nudum
- Solanum glaucum Bertol.
- Solanum glaucum Dunal
- Solanum glaucum Rojas
- Solanum glaucumfruticosum Larrañaga
- Solanum malacoxylon Sendtn. (synonyme)
- Solanum malacoxylon f. albomarginatum (Chodat) Hassl.
- Solanum malacoxylon var. albomarginatum Chodat
- Solanum malacoxylon var. angustissimum Kuntze
- Solanum malacoxylon var. genuinum Hassl.
- Solanum malacoxylon var. latifolium Kuntze
- Solanum malacoxylon var. subvirescens Hassl.
- Solanum malacoxylon f. vulgare Hassl.